# Alexander 1. af Jugoslavien
Alexander 1. (serbisk: Александар I Карађорђевић; født 16. december 1888, død 9. oktober 1934) var konge af Jugoslavien i 1921-34.
Alexander blev født i Cetinje, Montenegro. Hans forældre var prins Peter af slægten Karadjordjević, tidligere kronprins af Serbien, og Zorka, datter af kong Nikola I af Montenegro. Peter blev konge af Serbien i 1903 da slægten Obrenović blev styrtet ved et statskup.
Alexanders storebror Georg måtte give afkald på tronfølgeretten efter en skandale i 1909. Alexander blev regent i 1914 under 1. verdenskrig og konge i 1921.
I 1929 afskaffede Alexander grundloven og regerede derefter som diktator. På det tidspunkt blev rigets officielle navn, "Kongeriget af Serbere, Kroater og Slovenere", forandret til "Jugoslavien". Alexander blev myrdet under et statsbesøg i Marseille, Frankrig, i 1934 af en kroatisk frihedskæmper ved navn Vlado Chernozemski (1897-1934) tilhørende Ustaše.